# No Bier, No Wein, No Schnaps
No Bier, No Wein, No Schnaps ist ein Lied des US-amerikanischen Schlagersängers Gus Backus. Das Stück erschien auf seiner ersten Kompilation Seine großen Erfolge.

## Entstehung und Artwork
Geschrieben wurde das Lied vom deutschen Drehbuchautor und Liedtexter Hans Fritz Beckmann und dem österreichischen Autoren und Komponisten Charly Niessen. Die Produktion erfolgte durch den deutschen Musikproduzenten Gerhard Mendelson. Die musikalische Begleitung erfolgte durch das Orchester Johannes Fehring, unter der Leitung des Kapellmeisters Johannes Fehring.
Auf dem Frontcover der Schallplatte ist – neben Künstlernamen und Liedtitel – Backus zu sehen. Er trägt einen blauen Anzug und singt inmitten einer schar Frauen, die ringsum um ihn auf dem Boden platz genommen haben. Um den Eindruck zu vermitteln, dass das Szenenbild im Freien spielt, sind auf dem Boden Pflastersteine und im Hintergrund ein Zaun zu sehen.

## Veröffentlichung und Promotion
Die Erstveröffentlichung von No Bier, No Wein, No Schnaps erfolgte als 7″-Single im Februar 1962 (Katalognummer: 24 740). Das Lied erschien durch das Musiklabel Polydor, das sich zugleich für den Vertrieb zuständig zeigte. Verlegt wurde es durch Edition Tonleiter und den Schneider Hermann Bühnen-Musikalienverlag, als Subverlag trat der Neue Welt Musikverlag in Erscheinung. Auf der B-Seite findet sich der Titel Die allerschönste Rose wieder.
Im August 1962 erschien das Lied als Teil des Polydor-Samplers Die große aktuelle Polydor-Star-Revue – 4. Folge (Katalognummer: P 71 511), der als „Sonderauflage für Mitglieder des Bertelsmann Schallplattenringes“ erschienen ist. Im Folgejahr erschien es als Teil von Backus’ erster Kompilation Seine großen Erfolge (Katalognummer: Polydor 46 768).

## Inhalt
| „No Bier, No Wein, No Schnaps. Das ist keine Zustand für einen Mann! No Bier, No Wein, No Schnaps. Kein Trost und kein Prost – was fang ich an?“ – Refrain, Originalauszug | Der Liedtext zu No Bier, No Wein, No Schnaps ist mit Ausnahme des Titels und der gleichnamigen Refrainzeile in deutscher Sprache verfasst. Der gemischt englisch- und deutschsprachige Titel kann sinngemäß mit „Kein Bier, kein Wein, kein Schnaps“ übersetzt werden. Als Alternativtitel ist bei der GEMA auch die Bezeichnung „Ich ging in der Wüste spazieren“ registriert, der Eröffnungszeile des Stücks. Die Musik wurde von Charly Niessen komponiert; der Text von Hans Fritz Beckmann geschrieben. Das Tempo beträgt 88 Schläge pro Minute. Die Tonart ist C-Dur. Musikalisch handelt es sich hierbei um einen Foxtrott, der sich im Bereich des Schlagers bewegt. Inhaltlich besingt Backus in dem Lied seine Alkoholabstinenz. Er trifft beim Spazieren in der Wüste ein „uraltes Kamel“, wird Teil des Harems von einem Sultan und fliegt auf den Mond, doch nirgends bekommt er um sich zu Amüsieren, das was er sich wünscht: Bier, Schnaps oder Wein. Aufgebaut ist das Lied auf drei Strophen und einem Refrain. Es beginnt mit der ersten Strophe, an die sich der Refrain anschließt. Der gleiche Aufbau wiederholt sich mit der zweiten und dritten Strophe. Nach der dritten Strophe setzt zum vierten Mal der Refrain ein, womit das Lied auch endet. Alle Strophen und der Refrain sind als Vierzeiler sowie größtenteils als Kreuzreime aufgebaut. |

## Mitwirkende
| Liedproduktion - Gus Backus: Gesang - Hans Fritz Beckmann: Liedtexter - Johannes Fehring: Kapellmeister - Charly Niessen: Komponist - Gerhard Mendelson: Musikproduzent - Orchester Johannes Fehring: Instrumentation | Unternehmen - Edition Tonleiter: Verlag - Neue Welt Musikverlag: Subverlag - Polydor: Musiklabel, Vertrieb - Schneider Hermann Bühnen-Musikalienverlag: Verlag |

## Charts und Chartplatzierungen
No Bier, No Wein, No Schnaps erreichte erstmals im April 1962 auf Rang zwölf die deutschen Singlecharts. Seine beste Platzierung belegte es im Folgemonat mit Rang sieben. In den Monaten Juni und Juli 1962 belegte es noch die Ränge 16 beziehungsweise 32, bis es schließlich in der Monatsausgabe August 1962 die Charts verlassen hatte. Die Single platzierte sich somit vier Monatsausgaben in den deutschen Singlecharts, eine davon in den Top 10.
Für Gus Backus als Interpreten avancierte das Lied zum neunten Charthit in Deutschland sowie nach Wooden Heart (Muss i denn, muss i denn zum Städtele hinaus), Da sprach der alte Häuptling, Der Mann im Mond und der Sauerkraut-Polka zum fünften Top-10-Hit.
| ChartsChartplatzierungen | Höchstplatzierung | Monate |
| ------------------------ | ----------------- | ------ |
| Deutschland (GfK)        | 7 (4 Mt.)         | 4      |

## Coverversionen (Auswahl)
| Dänisch - 1962: Blue Boys – Nul øl, nul vin, nul snaps Deutschsprachig - 1962: Jimmy Fields – No Bier, No Wein, No Schnaps Finnisch - 1963: Leo Jokela – Ei a ei b ei mitään | Instrumental - 1962: Aimable – Aloha-Oe – No Bier, No Wein, No Schnaps Niederländisch - 1962: Het Cocktail Trio o.l.v. Ad van de Gein – Geen bier, geen borrel, geen wijn |